# Brincadeira de Håtuna
A Brincadeira de Håtuna (em sueco: Håtunaleken) foi o sequestro do rei Birger por seus irmãos – os duques Érico e Valdemar. Ocorreu em 1306, na casa senhorial de Birger em Håtuna, nas cercanias do Lago Malar, quando foram recebidos festivamente durante uma visita. Ao anoitecer, aprisionaram à força o rei. Levaram-no primeiro para Estocolmo, onde não receberam apoio, e depois ao Castelo de Nicopinga, onde o deixaram encarcerado. Após dois anos, Birger foi libertado, depois de ter aceite ceder dois terços do reino a eles. O desfecho do conflito ocorreu em 1317-1318 através do chamado Banquete de Nicopinga. O acontecimento está relatado na Crónica de Érico (1330).